# Tjesjnegirovo
Tjesjnegirovo (bulgariska: Чешнегирово) är ett distrikt i Bulgarien.   Det ligger i kommunen Obsjtina Sadovo och regionen Plovdiv, i den centrala delen av landet, 150 km öster om huvudstaden Sofia.
Trakten runt Tjesjnegirovo består till största delen av jordbruksmark. Runt Tjesjnegirovo är det ganska tätbefolkat, med 96 invånare per kvadratkilometer.